# Guzmania lingulata
Espèce
Classification APG II (2003)

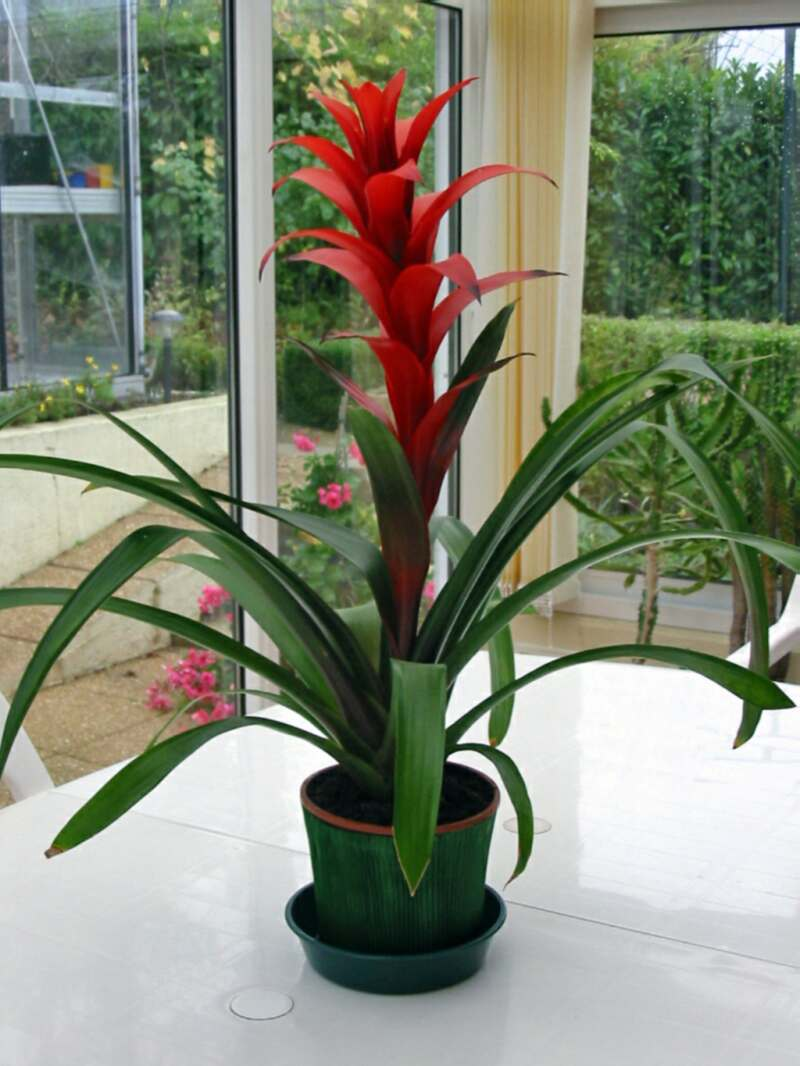
Guzmania lingulata, aspect général

Guzmania lingulata est une espèce de plantes épiphytes de la famille des Broméliacées, originaire des régions tropicales d'Amérique du Sud, couramment cultivée comme plante d'appartement.